# Dodecil-gallát
A dodecil-gallát (E312) egy szerves vegyület, a dodekanol (triviális nevén lauril-alkohol) galluszsavas észtere. Az élelmiszerekben antioxidánsként a zsírok avasodásának gátlására alkalmazzák. Előfordulhat olajokban, zsírokban (például margarin), levesekben és más élelmiszerekben. Az élelmiszerekben felhasználható mennyiségét korlátozzák, mert a szervezetben szabaddá váló galluszsav ritka esetben szenzitizációt, allergiás reakciót (például ekcémát, gyomorbántalmakat) válthat ki. Napi maximum beviteli mennyisége 0,05 mg/testtömegkg. Ismert még antibakteriális, antivirális és daganatellenes hatása is.